# Bujnovo (distrikt i Smoljan)
Bujnovo (bulgariska: Буйново) är ett distrikt i Bulgarien.   Det ligger i kommunen Obsjtina Borino och regionen Smoljan, i den sydvästra delen av landet, 150 km sydost om huvudstaden Sofia.
I omgivningarna runt Bujnovo växer i huvudsak blandskog. Runt Bujnovo är det glesbefolkat, med 20 invånare per kvadratkilometer.